# Deandre Ayton
Deandre Ayton (Nassau, 23 juli 1998) is een Bahamaans basketballer.

## Carrière
Ayton speelde collegebasketbal gedurende een jaar voor de Arizona Wildcats voordat hij zich in 2018 kandidaat stelde voor de NBA-draft. Hij werd als eerste gekozen in de eerste ronde door de Phoenix Suns. Hij speelde tijdens het seizoen 2018/19 in 71 wedstrijden en haalde een gemiddelde van 16,3 punten en 10,3 rebounds. 
Eind oktober 2019 werd Ayton voor 25 wedstrijden geschorst wegens overtreding van de dopingregels van de NBA nadat sporen van een illegaal diureticum waren aangetroffen. Zijn schorsing liep half december 2019 af en de Bahamaan liep in zijn eerste wedstrijd een enkelblessure op, waardoor hij de volgende vijf wedstrijden moest missen. Nadien groeide Ayton uit tot een vaste basisspeler bij de Phoenix Suns.
In de zomer van 2023 werd hij geruild naar de Portland Trail Blazers in een ruil waarbij ook de Milwaukee Bucks betrokken waren. Daarnaast werden volgende spelers ook geruild in die deal: Grayson Allen, Jrue Holiday, Toumani Camara, Damian Lillard, Keon Johnson, Nassir Little, Jusuf Nurkic en enkele draftpicks.

## Erelijst
- NBA All-Rookie First Team: 2019

## Statistieken

### Regulier seizoen
| Seizoen  | Team         | WG  | WS  | MPW  | 2P%  | 3P%  | VW%  | RPW  | APW | SPW | BPW | PPW  |
| -------- | ------------ | --- | --- | ---- | ---- | ---- | ---- | ---- | --- | --- | --- | ---- |
| 2018/19  | Phoenix Suns | 71  | 70  | 30,7 | 58,5 | 0,0  | 74,6 | 10,3 | 1,8 | 0,9 | 0,9 | 16,3 |
| 2019/20  | Phoenix Suns | 38  | 32  | 32,5 | 54,6 | 33,1 | 75,3 | 11,5 | 1,9 | 0,7 | 1,5 | 18,2 |
| 2020/21  | Phoenix Suns | 69  | 69  | 30,7 | 62,6 | 20,0 | 76,9 | 10,5 | 1,4 | 0,6 | 1,2 | 14,4 |
| 2021/22  | Phoenix Suns | 58  | 58  | 29,5 | 63,4 | 36,8 | 74,6 | 10,2 | 1,4 | 0,7 | 0,7 | 17,2 |
| Carrière | Carrière     | 236 | 229 | 30,7 | 59,9 | 25,0 | 75,4 | 10,5 | 1,6 | 0,7 | 1,0 | 16,3 |

### Play-offs
| Seizoen  | Team         | WG | WS | MPW  | 2P%  | 3P% | FW%  | RPW  | APW | SPW | BPW | PPW  |
| -------- | ------------ | -- | -- | ---- | ---- | --- | ---- | ---- | --- | --- | --- | ---- |
| 2020/21  | Phoenix Suns | 22 | 22 | 36,4 | 65,8 | —   | 73,6 | 11,8 | 1,1 | 0,8 | 1,1 | 15,8 |
| Carrière | Carrière     | 22 | 22 | 36,4 | 65,8 | —   | 73,6 | 11,8 | 1,1 | 0,8 | 1,1 | 15,8 |